# Epinastia
Epinastia é a designação dada em botânica e agronomia a uma forma de nastia que resulta da anormal curvatura das folhas para baixo, devida ao crescimento do lado adaxial (superior) do pecíolo ser mais rápido que o crescimento do lado abaxial (inferior). O crescimento diferencial inverso é designado por hiponastia.